# Lutz Heßlich
Lutz Heßlich (Ortrand, NDK, 1959. január 17. –) német pályakerékpáros, kétszeres olimpiai és négyszeres világbajnok.

## Élete
Aktív sportolói pályafutása alatt ő volt az NDK legismertebb kerékpárosa. Az 1980. évi nyári olimpiai játékokon, Moszkvában, fölényes győzelmet aratott. Az 1984-es nyári olimpián hazája bojkottja miatt nem vett részt, de négy évvel később Szöulban visszahódította a bajnoki címet. A szöuli dobogó legmagasabb fokán állva vett búcsút az aktív sporttól. Hazatérvén az NDK olimpiai bizottságának tagjává választották. Az NDK és az NSZK egyesülése után bekerült a Német Olimpiai Bizottságba is. Aktív sportolói pályafutása alatt a berlini Kutató- és Fejlesztőközpont munkatársaként a kerékpárok formatervezését segítette. A rendszerváltozás után nyitotta meg saját kerékpárboltját Cottbusban. Karrierje vége óta foglalkozik kerékpárok beállításával, főként az ideális ülőpozícióra koncentrál.
Lutz Heßlich házas, két gyermek édesapja. Családjával Cottbusban él és saját kerékpár-szaküzletét vezeti.